# Ghost Corps
A Ghost Corps, Inc. é uma produtora americana fundada em março de 2015 para supervisionar a franquia Os Caça-Fantasmas. É uma subsidiária da Columbia Pictures, uma divisão da Sony Pictures Entertainment.

## História
O estúdio foi fundado em março de 2015 pela Sony Pictures Entertainment e a Columbia Pictures para criar um universo compartilhado de Os Caça-Fantasmas e expandir a marca para filmes, séries de televisão e mercadorias. O estúdio é liderado por Dan Aykroyd e Joe Medjuck.

### Projetos lançados
O primeiro projeto da empresa foi um reboot em live-action com um elenco feminino. Caça-Fantasmas, dirigido por Paul Feig, foi lançado nos Estados Unidos em 15 de julho de 2016.
Seu segundo projeto, uma sequência dos filmes originais de Ghostbusters, intitulado Ghostbusters: Mais Além foi lançado nos Estados Unidos em 19 de novembro de 2021. O filme se passa na linha do tempo original definida pelos dois primeiros filmes. Jason Reitman, filho do diretor do Os Caça-Fantasmas original, Ivan Reitman, dirigiu a sequência. Um teaser trailer foi lançado em 14 de janeiro de 2019.

#### Futuros projetos
Em dezembro de 2021, Dan Aykroyd expressou interesse em que os três atores sobreviventes da equipe original dos Caça-Fantasmas reprisassem seus papéis em até três sequências adicionais. Sobre a possibilidade de sequências, David A. Gross, da Franchise Entertainment Research, sentiu que Afterlife teve um desempenho bom o suficiente nas bilheterias para a Sony buscar filmes adicionais.
Em abril de 2022, foi anunciado que uma sequência de Ghostbusters: Mais Além estava em desenvolvimento inicial.
Em dezembro de 2014, o hack da Sony Pictures revelou que um filme spin-off de comédia de ação, centrado em outra equipe de Caça-Fantasmas, estava em desenvolvimento. Channing Tatum, Reid Carolin e os irmãos Russo lançaram o filme para o estúdio e foi confirmado para complementar e estar em desenvolvimento simultaneamente com Ghostbusters: Answer the Call, de Paul Feig, e pretendia ser a primeira parte de uma série de filmes inspirados na trilogia O Cavaleiro das Trevas de Christopher Nolan. Tatum estava sendo cortejado para estrelar o filme, com Chris Pratt visto como seu potencial co-estrela. Em março de 2015, o filme foi oficialmente confirmado para estar em desenvolvimento ativo, sendo centrado em torno de outra equipe de Ghostbusters. Tatum iria estrelar o filme, com Pratt sendo cortejado pelo estúdio para se juntar ao elenco. Escrito por Drew Pearce, o filme era visto como uma expansão do multiverso dos Caça-Fantasmas. Ivan Reitman descreveu seu desenvolvimento como estando de acordo com os planos e a bíblia de produção que eles criaram trinta anos antes durante o filme original; afirmando que o objetivo do projeto era: "construir os Caça-Fantasmas no universo que sempre prometeu que poderia se tornar". Joe e Anthony Russo estavam em negociações iniciais para dirigir o filme. Ivan Reitman, os irmãos Russo, Channing Tatum, Reid Carolin e Peter Kiernan seriam os produtores. Em junho de 2015, no entanto, Tatum confirmou que o projeto havia sido adiado em favor de outros projetos.
Em fevereiro de 2022, Phil Lord e Christopher Miller anunciaram que haviam sido anexados ao projeto durante seus estágios de desenvolvimento e afirmaram que ainda há potencial no estúdio de que o filme tenha sinal verde no futuro.
Em outubro de 2015, Ivan Reitman anunciou que estava produzindo um filme de animação para a Sony Pictures Animation, com Fletcher Moules ligado ao projeto como animador e diretor. O filme contaria uma história da perspectiva de fantasmas. O filme deve começar a ser produzido após a conclusão e lançamento de Ghostbusters: Afterlife.
Em junho de 2016, foi anunciado que uma nova série animada intitulada Ghostbusters: Ecto Force estava em desenvolvimento, com um lançamento inicial direcionado para o início de 2018. A série seria ambientada no ano de 2050 e seguiria uma nova equipe de Caça-Fantasmas que capturam fantasmas de todo o mundo. Em agosto de 2017, Reitman revelou que a série havia sido adiada para priorizar o desenvolvimento do filme spin-off de animação dos Caça-Fantasmas.
Em maio de 2019, Aykroyd anunciou que escreveu um roteiro de um prelúdio com o título de produção de Ghostbusters High e que havia dois projetos de acompanhamento de Ghostbusters: Mais Além em desenvolvimento. O prelúdio explorará Nova Jérsia durante 1969, quando os personagens principais se conheceram na adolescência. O projeto está sendo considerado alternativamente para uma série de televisão, com Jason Reitman envolvido em seu desenvolvimento. Aykroyd diz que vê o projeto como um "final" para a franquia.

## Filmografia
| Ano  | Filme                            | Diretor       | Lançamento             | Orçamento      | Bilheteria       |
| ---- | -------------------------------- | ------------- | ---------------------- | -------------- | ---------------- |
| 2016 | Caça-Fantasmas                   | Paul Feig     | 15 de julho de 2016    | US$144 milhões | US$229.1 milhões |
| 2021 | Ghostbusters: Mais Além          | Jason Reitman | 19 de novembro de 2021 | US$75 milhões  | US$196.8 milhões |
| 2024 | Ghostbusters: Apocalipse de Gelo | Gil Kenan     | 22 de março de 2024    | US$100 milhões | US$201.9 milhões |